# Thermocyclops crassus
Thermocyclops crassus är en kräftdjursart som först beskrevs av Fischer 1853.  Thermocyclops crassus ingår i släktet Thermocyclops och familjen Cyclopidae. Arten är reproducerande i Sverige. Inga underarter finns listade i Catalogue of Life.